# Перерослое
Перерослое (укр. Переросле) — село в Белогорском районе Хмельницкой области Украины.
Население по переписи 2001 года составляло 535 человек. Почтовый индекс — 30214. Телефонный код — 3841. Занимает площадь 0,194 км². Код КОАТУУ — 6820387001.

## Местный совет
30214, Хмельницкая обл., Белогорский р-н, с. Перерослое, ул. Центральная, 38